# Цитоархитектоническое поле Бродмана 9

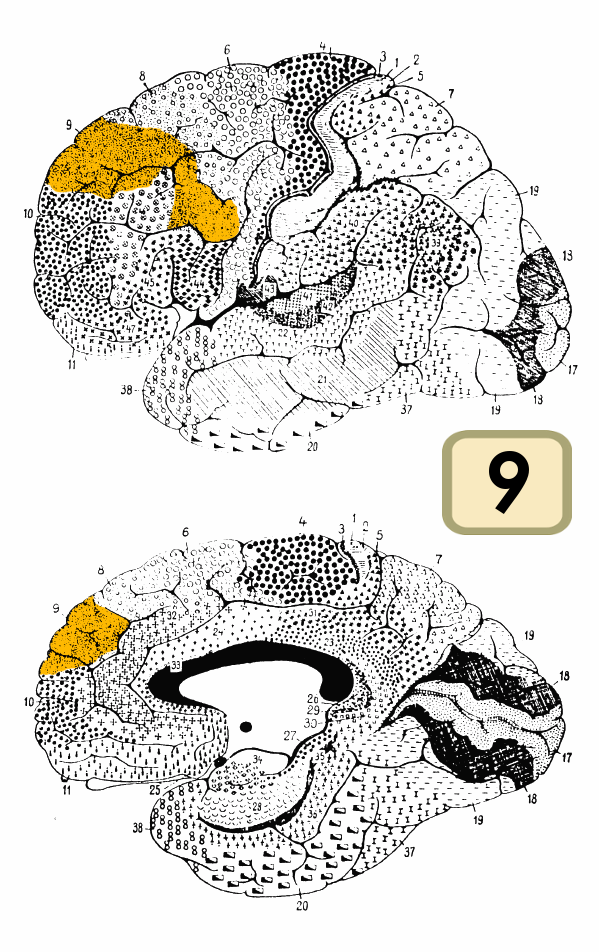
9-е цитоархитектоническое поле Бродмана

9-е поле Бродмана — часть коры больших полушарий лобной доли мозга человека и других приматов. Поле включает дорсолатеральную и медиальную префронтальную кору.

## Приматы
Термин 9-е поле Бродмана относится к цитоархитектонически определенной части лобной доли приматов (описано в 1909 г. на примере мозга мартышки). Бродманн рассматривал его в целом, как топографически и цитоархитектонически гомологичное гранулированному лобному полю 9 и полю 10 в организме человека. Отличительные особенности: в отличие от поля 6, поле 9 имеет ярко выраженный внутренний зернистый слой (IV); в отличие от поля 6 или поля 8, его внутренний пирамидальный слой (V) делится на два подуровня, наружный слой 5а плотно распределенных ганглиозных клеток среднего размера, который частично сливается с IV слоем и внутренний, более четкий, содержащий меньше клеток слой 5b; пирамидальные клетки подслоя 3b внешнего пирамидного слоя (III), имеют меньшие размеры и более редки в распределении; внешний зернистый слой (II) узкий, с небольшим количеством единичных зернистых клеток.

## Функции
В функции данной области входит: участие в кратковременной памяти, оценке давности, определении автоматических ответов, беглость речи, обнаружение ошибок, слуховое словесное внимание, определение намерений других лиц, определение пространственных образов, индуктивное мышление, приписывание намерений, постоянно участвует в подсчете серии слуховых стимулов, и имеет более низкие уровни потребления энергии у лиц, страдающих от биполярного расстройства.
Область находящаяся в левом полушарии частично отвечает за сопереживание, понимание идиом, обработку позитивных и негативных эмоциональных сцен, самокритику и внимание к негативным эмоциям.
В правом полушарии поле участвует в приписывании намерений, формировании модели психического состояния человека, подавлении печали, рабочей памяти, пространственной памяти, распознавании, воспоминании, определении эмоций других людей, планировании, счете, семантической и перцептивной обработке запахов, религиозности, и внимании к положительным эмоциям.

## Галерея

Анимация.
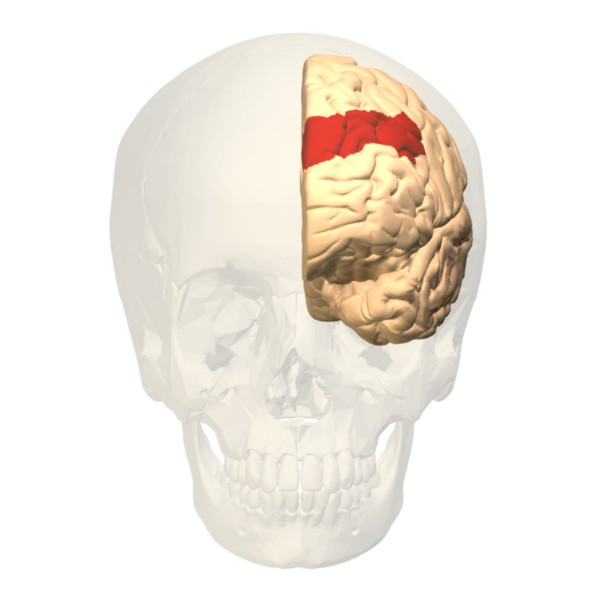
Фронтальный вид.
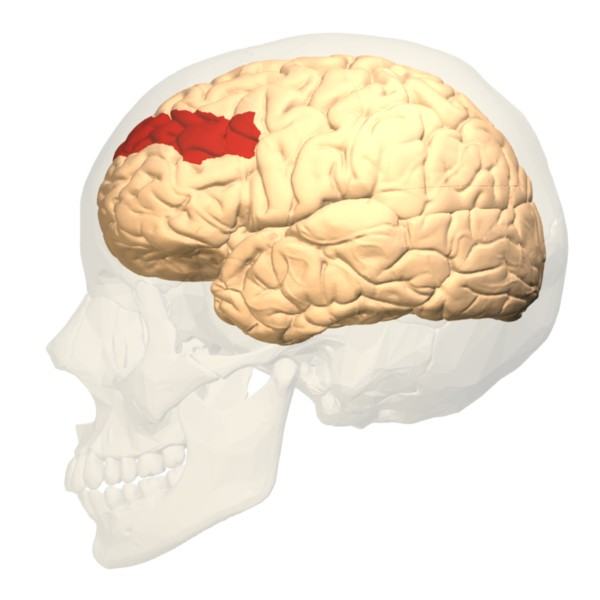
Вид с латеральной стороны.
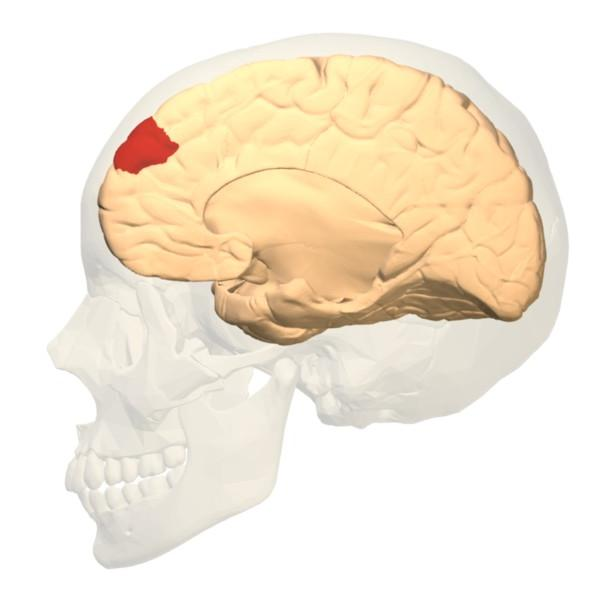
Вид с медиальной стороны.